# Raivo
Raivo ist als eine Kurzform von Raimond ein estnischer und lettischer männlicher Vorname, der seit den 1930er Jahren auftritt.

## Namensträger
- Raivo Aeg (* 1962), estnischer Politiker
- Raivo Mändmaa (* 1950), estnischer Architekt
- Raivo Nõmmik (* 1977), estnischer Fußballspieler
- Raivo Palmaru (* 1951), estnischer Journalist sowie Kultur- und Medienpolitiker
- Raivo Seppo (* 1973), estnischer Schriftsteller
- Raivo Vare (* 1958), estnischer Politiker und Unternehmer

## Familienname
- Nik Raivio (* 1986), US-amerikanisch-deutscher Basketballspieler